# مير (أسيوط)
قرية مير هي إحدى القرى التابعة لمركز القوصية في محافظة أسيوط في جمهورية مصر العربية. حسب إحصاءات سنة 2006، بلغ إجمالي السكان في مير 26077 نسمة، منهم 12898 رجل و13179 امرأة.